# Illerkirchberg (Landschaftsschutzgebiet)
Das Landschaftsschutzgebiet Illerkirchberg ist ein mit Verordnung der Unteren Naturschutzbehörde beim Landratsamt Alb-Donau-Kreis vom 4. Februar 1998 ausgewiesenes Landschaftsschutzgebiet (LSG-Nummer 4.25.109).

## Lage und Beschreibung
Das 267,1937 Hektar große Gebiet liegt im Tal der Iller. Es besteht aus sechs Teilen und erstreckt sich von Unterkirchberg im Norden bis nach Beutelreusch im Süden. Das Gebiet gehört zu den Naturräumen Hügelland der unteren Riß, Holzstöcke und Unteres Illertal.
Laut Steckbrief handelt es sich um äußerst selten gewordene Auwälder mit dem Hangbereich der "Illerleite" mit seinen Hangwäldern und den angrenzenden reich strukturierten Landschaftsteilen mit Streuobstwiesen, Feldhecken und Bachrinnen mit Röhrichtbeständen; Naßwiesen; natürlicher Bachlauf einschließlich der Ufervegetation im Talgrund; Freiraum für die ortsnahe Erholung. Große Teile des Schutzgebiets gehören zum FFH-Gebiet Donau zwischen Munderkingen und Ulm und nördliche Iller und der Schonwald Pfingstengrieß liegt vollständig im Schutzgebiet.

## Schutzzweck
Schutzzweck ist gemäß Schutzgebietsverordnung
Beim Landschaftsteil Illertal:
- die Erhaltung der Vielfalt, Eigenart und Schönheit des Illertales;
- die Erhaltung der äußerst selten gewordenen Auwälder, des westlich angrenzenden Hangbereiches der "Illerleite" mit seinen Hangwäldern und der angrenzenden reich strukturierten Landschaftsteile;
- die Erhaltung der Landschaft als unverbauter Freiraum für die ortsnahe Erholung.

Beim Landschaftsteil Weihungstal:
- die Erhaltung der Vielfalt, Eigenart und Schönheit des Weihungstales;
- die Erhaltung der reich strukturierten Hänge mit Streuobstwiesen, Feldhecken und Bachrinnen mit Röhrichtbeständen sowie der restlichen Naßwiesen und Röhrichtbestände im Talgrund;
- die Erhaltung der Landschaft als unverbauter Freiraum für die ortsnahe Erholung.

Beim Landschaftsteil Hornbach-/Mündeltal:
- die Erhaltung der Vielfalt, Eigenart und Schönheit des Hornbach-/Mündeltales;
- die Erhaltung der reich strukturierten Hangbereiche mit Streuobstwiesen, Feldhecken und Feldgehölzen sowie des natürlichen Bachlaufs einschließlich der Ufervegetation im Talgrund;
- die Erhaltung der Landschaft als unverbauter Freiraum für die ortsnahe Erholung.